# Athos-Aspis
Athos-Aspis é uma comuna francesa na região administrativa da Nova Aquitânia, no departamento dos Pirenéus Atlânticos. Estende-se por uma área de 5,97 km². Em 2010 a comuna tinha 215 habitantes (densidade: 36 hab./km²).